# HMS Heimdal
HMS Heimdal är en transportfärja som tillhör svenska marinen. Hon tjänstgjorde tidigare för Karlskrona kustartilleriregemente men sedan regementet lades ner tjänstgör hon för Marinbasen och trafikerar sträckan Tjurkö–Kungsholms fort.

HMS Heimdal var med som transportfartyg i ett avsnitt av programmet Astronauterna på TV3 år 2011.